# 고노에 고레코
코노에 코레코(일본어: 近衛 維子 このえ これこ[*], 호레키 9년 12월 9일 (1760년 1월 26일) - 덴메이 3년 10월 12일 (1783년 11월 6일))는 고모모조노 천황의 뇨고이다. 관백 코노에 우치사키의 딸이다. 동생으로 코노에 츠네히로가 있다.

## 약력
메이와 5년 (1769년) 11월, 황태자 히데히토 친왕 (후의 고모모조노 천황)과 결혼하였다. 메이와 7년 (1770년), 히데히토 친왕이 즉위함에 따라, 안에이 원년 (1772년) 12월에 뇨고 선하를 받는다.
안에이 8년 (1779년) 1월에 1황녀 요시코 내친왕을 출산하고, 같은 해 6월에 준삼후에 봉해진다. 그러나 같은 해 11월에 고모모조노 천황이 승하했다. 천황에게는 요시코 내친왕 이외 자녀가 없었기 때문에, 급히, 방계인 칸인노미야 스케히토 친왕의 6왕자 사치노미야 (훗날의 고카쿠 천황)을 코레코의 양자로 삼아, 황위를 계승하게 되었다. 
안에이 10년 (1781년) 3월, 황태후가 되어 명실상부한 적모로 새로운 천황을 보좌하는 입장에 놓이지만. 그로부터 얼마 지나지 않아, 덴메이 3년 10월 12일 (1783년 11월 6일)에 24세의 나이로 사망하였다. 이날 여원호를 선하받아 세이카몬인 (盛化門院)이라 불리게 되었다. 능묘는 교토부 교토시 히가시야마구의 츠키노와릉이다.